# Pla de Seguiment de Ropalòcers de Catalunya
El Pla de Seguiment de Ropalòcers de Catalunya, també anomenat en anglès com a Catalan Butterfly Monitoring Scheme (CBMS), és un programa de seguiment de papallones (ropalòcers) iniciat el 1994 en l'àmbit de Catalunya, Andorra i Illes Balears. El seu principal objectiu és enregistrar les abundàncies de les poblacions de les espècies presents en aquests territoris per tal de relacionar-les amb factors ambientals tot seguint una metodologia que comparteixen altres plans de seguiment de diferents països europeus.

## Metodologia
Les dades s'obtenen gràcies a voluntaris que realitzen diferents trajectes fixos d'aproximadament 2 km distribuïts per tot el territori. Setmanalment aquests es repeteixen, des del març fins al setembre. Durant el recorregut s'anoten en una fitxa les espècies i el nombre d'exemplars observats a una distància de 5 m endavant i 2,5 m a cada costat de l'observador.

## Ús de les dades
Les dades obtingudes dels mostrejos poden ser emprades per calcular tendències poblacionals, trobar preferències i indicadors d'hàbitat, avaluar la resposta de les papallones davant el canvi climàtic, comprendre la distribució de les espècies i altres tipus d'estudis d'interès científic.